# Friedrich Otto Schmidt

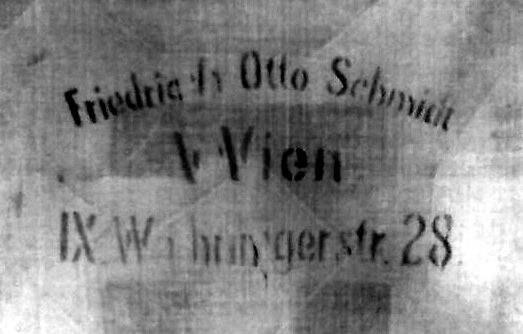
Original Stempelung eines Sessels

Die Firma Friedrich Otto Schmidt stellt Wohnungseinrichtungen nach Entwürfen oder antiken Vorbildern her. Sie wurde 1853 in Wien gegründet. Berühmt wurde dieses Unternehmen durch die Brüder Max, Otto und Leo Schmidt, welche eine freundschaftliche Beziehung zu vielen Künstlern der Jahrhundertwende pflegten. Besonders erfolgreich war die Zusammenarbeit mit Adolf Loos, nach dessen Entwürfen viele Einrichtungsgegenstände entstanden sind. Auch umgekehrt wurde Loos von dieser Firma inspiriert und verwendete mehrmals den so genannten Elefantenrüssel-Tisch, der nach Entwürfen von Max Schmidt vom damaligen Werkmeister Berka der Firma F. O. Schmidt angefertigt wurde.
Auf der Liegenschaft 9., Währinger Straße 28, auf der die Firma Jahrzehnte lang tätig war, soll nach 2019 verbreiteten Informationen ein Hotel eingerichtet werden. Die Straßenfassade des Gebäudes war im November 2019 unverändert, die historische Firmenaufschrift intakt.
Stand 13. Februar 2020: Die Firma Friedrich Otto Schmidt ist laut Firmenbuch inaktiv, eine Gesellschafterin ist verstorben, in der ehemaligen Zentrale der Firma in der Währingerstraße 28 finden große Umbaumaßnahmen statt.